# Castors River South
Castors River South is een plaats en local service district in de Canadese provincie Newfoundland en Labrador. De plaats bevindt zich in het noorden van het eiland Newfoundland.

## Geografie
Castors River South ligt aan de monding van de Castors in St. John Bay, aan de westkust van het Great Northern Peninsula van Newfoundland. Het dorp ligt net ten westen van provinciale route 430, bij de brug van die weg over de rivier. De plaats bevindt zich iets meer dan een kilometer ten zuidoosten van Castors River North.

## Toponymie
De plaats staat zowel als Castors River South en als Castor River South bekend; ook in officiële documenten worden beide spellingswijzen door elkaar gebruikt. De naam verwijst naar de Castors, de rivier die bij het plaatsje in zee uitmondt.

## Geschiedenis
In 1999 kreeg Castors River South voor het eerst beperkt lokaal bestuur doordat de plaats een local service district werd.

## Demografie
Demografisch gezien is de designated place Castors River South, net zoals de meeste afgelegen plaatsen op Newfoundland, aan het krimpen. Tussen 1991 en 2021 daalde de bevolkingsomvang van 197 naar 107. Dat komt neer op een daling van 90 inwoners (-45,7%) in 30 jaar tijd.
| Demografische ontwikkeling van Castors River South tussen 1991 en 2021 |
| ---------------------------------------------------------------------- |
|                                                                        |
| Bron: Statistics Canada (1991–1996, 2001–2006, 2011–2016, 2021)        |